# 周公山
29°56′37″N 103°02′32″E / 29.943529°N 103.042172°E
周公山位于中国四川省雅安市，为邛崃山脉支系，周公河、青衣江环绕，最高海拔1742.6米。建有四川省级森林公园周公山森林公园。